# Badman – A nagyon sötét lovag
A Badman – Nagyon sötét lovag (eredeti cím: Super-héros malgré lui, angol címe: Superwho?) 2021-es francia filmvígjáték Philippe Lacheau rendezésében.

## Rövid történet
A film egy színészről szól, aki úgy tűnik, arra van kárhoztatva, hogy egy vesztes életét élje. Amikor megkapja "Badman" szuperhős szerepét, úgy érzi, minden lehetséges. Viszont a sors ismét közbeszól...

## Szereplők
| Szereplő                | Színész                 | Magyar hang     |
| ----------------------- | ----------------------- | --------------- |
| Cédric / Badman         | Philippe Lacheau        | Gáspár András   |
| Seb                     | Julien Arruti           | Dankó István    |
| Adam                    | Tarek Boudali           | Fehér Tibor     |
| Éléonore                | Élodie Fontan           | Ruttkay Laura   |
| Michel Dugimont         | Jean-Hugues Anglade     | Gáspár Sándor   |
| Laure                   | Alice Dufour            | Gáspár Kata     |
| Jean-Pierre             | Régis Laspalès          | Jantyik Csaba   |
| Skizo                   | Amr Waked               | Nagypál Gábor   |
| Brigitte                | Valeria Cavalli         | Spilák Klára    |
| Jimmy                   | Brahim Bouhlel          | Baráth István   |
| Producer                | Chantal Ladesou         | Nyakó Júlia     |
| Ludovic                 | Rayane Bensetti         |                 |
| José                    | Paco Boisson            |                 |
| Filmrendező             | Tony Saint Laurent      |                 |
| Alain Belmont / "Bohóc" | Georges Corraface       | Forgács Péter   |
| Alice                   | Clara Joly              | Dunai Csenge    |
| Théo                    | Cosma Moissakis         | Chater Áron     |
| Norbert                 | Vincent Desagnat        | Fehér Péter     |
| Cindy                   | Salomé Partouche        | Szilágyi Csenge |
| Monique                 | Dédeine Volk-Leonovitch | Murányi Tünde   |
| Raymond / Walter        | Philippe Beglia         | Végh Péter      |
| Igazgató                | Jacky Nercessian        |                 |
| Bíboros                 | Gérard Chaillou         |                 |
| Szerzetes               | Guillaume Briat         |                 |
| Nyugdíjas férfi         | Michel Crémadès         |                 |
| Covidos férfi           | Laurent Claret          |                 |

### Magyar változat
- Felolvasó: Horváth-Töreki Gergely
- Magyar szöveg: Zalatnay Márta
- Hangmérnök: Kardos Péter
- Vágó: Simkóné Varga Erzsébet
- Gyártásvezető: Gelencsér Arienne
- Szinkronrendező: Nikas Dániel
- További magyar hangok: Ágoston Péter, Böröndi Bence, Makranczi Zalán, Megyeri János, Szabó Máté

A szinkront a Mafilm Audio Kft., a digitális utómunkálatot a CineFuture Hungary készítette. Forgalmazza a Prorom Entertainment.

## Fogadtatás
A film vegyes kritikákban részesült. A Le Parisien "nagyon viccesnek" nevezte, ugyanakkor a Le nouvel observateur már az "egocentrikus" jelzővel illette. Az AlloCiné oldalán a kritikusok 2.8 pontot adtak a filmre a maximális ötből, a nézők körében pedig 3.3 pontot szerzett az ötből.